# Scott Monument
Pour les articles homonymes, voir Scott.
Le Scott Monument est un monument de style néogothique situé à Édimbourg en Écosse. Il a été édifié en l'honneur de Walter Scott, grand écrivain né dans la ville.

## Description
Ce monument se situe dans les jardins de Princes Street, en face de Jenners, le grand magasin de Princes Street, près de la gare d'Édimbourg Waverley. La tour mesure 61,1 mètres de haut et un escalier en colimaçon de 287 marches permet d'atteindre la petite plate-forme d'observation située près du sommet.
La tour est construite en grès provenant de la ville de Livingston. L'huile qui continue à s'écouler des pierres a contribué à donner au monument sa couleur noirâtre. En effet, l'air de la ville, sous l'époque victorienne, était très pollué (Édimbourg est surnommée Ault Reekie, la vieille enfumée) et les poussières de l'atmosphère se sont collées aux pierres. 
Une statue de Walter Scott se trouve entre les quatre colonnes de la tour. Sculptée par John Steell, elle est faite de marbre blanc et représente Walter Scott assis, se reposant après avoir écrit un texte à la plume.

## Historique
Après le décès de Walter Scott en 1832, un concours a été ouvert pour dessiner les plans d'un monument en son honneur. Un participant s'est présenté sous le pseudonyme de "John Morvo", nom de l'architecte médiéval de l'Abbaye de Melrose. Morvo était en fait George Meikle Kemp, ébéniste, dessinateur et architecte autodidacte. Kemp ne voulait pas se présenter sous sa vraie identité car il craignait que son manque de formation en architecture et sa faible notoriété le pénalisent, mais les dessins qu'il a présentés (similaires à ceux qu'il avait vainement proposés quelques années plus tôt pour la cathédrale de Glasgow) ont rencontré un certain succès parmi les juges et Kemp a gagné ce concours en 1838.
Après qu’un décret du Parlement en eut autorisé la construction, la première pierre fut posée le 15 août 1840 et les travaux durèrent environ quatre ans. La tour a été terminée à l'automne 1844, avec le fils de Kemp plaçant le faîteau en août de la même année. Malheureusement George Meikle Kemp n'a pas pu assister à l'inauguration le 15 août, car il s'était noyé en tombant dans l'Union Canal le 6 mars de la même année.
Le coût total du monument fut de £16,154 7s 11d.
Le monument est aujourd'hui géré par le département des musées du Edinburgh City Council.

## En fiction
Le monument est visible et est cité dans le film Cloud Atlas (2013).
Il est aussi le lieu de départ d'une nouvelle de l'écrivain écossais Ian Rankin dans le recueil The Beat Goes On (2014).